# Onuralp Bitim
Onuralp Bitim, född 31 mars 1999 i Kadıköy, är en turkisk professionell basketspelare (SF) som spelar för Chicago Bulls i National Basketball Association (NBA). Han har tidigare spelat bland annat för Anadolu Efes.
Bitim blev aldrig NBA-draftad.